# 모질라 프리즘
모질라 프리즘(Mozilla Prism)은 웹 애플리케이션을 데스크톱과 통합하는 제품이다.
이 프로그램은 특정 사이트 특화 브라우저(Site-Specific Browser, SSB)라는 개념을 채택하고 있다. 특정 사이트 특화 브라우저는 하나의 웹 애플리케이션 전용으로 만들어진 웹 브라우저로 기존 웹 브라우저에 있던 메뉴나 툴바를 비롯한 각종 위젯이 없다는 특징을 가진다.
XULRunner 기반으로 만들어졌기 때문에 몇몇 파이어폭스 확장 기능을 사용하는 것이 가능하다.
프리즘은 2007년 10월에 발표했다. 현재 이 소프트웨어는 베타 단계에 있다.

## 관련 사이트
- 프리즘 프로젝트 보관됨 2008-11-17 - 웨이백 머신
- 파이어폭스용 프리즘 확장 기능

## 같이 보기
- 크로미엄 임베디드 프레임워크